# ГЕС Отрив
ГЕС Отрив (фр. Hauterive) — гідроелектростанція у центральній частині Швейцарії. Входить до складу каскаду на річці Сарін (ліва притока Ааре), знаходячись між станціями Lessoc та l'Oelberg.
Під час спорудження станції річку перекрили бетонною арковою греблею Rossens висотою 83 метри, довжиною 320 метрів, товщиною від 5 (по гребеню) до 28 метрів, на спорудження якої витратили 250 тис. м3 матеріалу. Вона утворила витягнуте по долині річки на 13 км водосховище Lac de la Gruyère із площею поверхні до 10 км2 та об'ємом 200 млн м3 (корисний об'єм 180 млн м3), з нормальним коливанням рівня поверхні між позначками 642 та 677 метрів.
Від водосховища до машинного залу уздовж правого берега річки веде дериваційний тунель довжиною 6 км, який переходить у напірну шахту. Первісно станцію обладнали п'ятьма турбінами типу Френсіс загальною потужністю 57,5 МВт. У середині 2000-х дві із них замінили однією новою, що дозволило довести потужність до 70 МВт. При напорі від 75 до 110 метрів це забезпечує виробництво 230 млн кВт·год на рік.
Відпрацьована вода повертається до Сарін.